# Oda al Niágara
La Oda al Niágara es el nombre de un poema escrito por José María Heredia el que trata sobre su añoranza de Cuba y sobre su admiración por las cataratas del Niágara.
José María Heredia (1803-1839), pasó la mayoría de su vida viviendo fuera de Cuba. La constante añoranza de la patria lo hizo idealizar el paisaje cubano que, con acento lírico, le sirvió para dar expresión a angustiosas emociones y reflejar su estado de ánimo.
Cuando Heredia contemplaba el paisaje, ya fuera en México o en Canadá, se sentía libre para reflexionar, para expresar su sentir más íntimo. En su oda o canto al "Niágara" (1824), su poema más conocido, esta actitud tan característica de los poetas románticos se manifiesta muy claramente. El cubano describe la catarata de modo realista; inesperadamente, evoca a la patria lejana y sufriente, las hermosas palmas de la isla y su propia condición de desterrado. Lo exterior o puramente objetivo pasa a un plano secundario: la atención se centra en el paisaje interior o emocional, y en cómo éste y la naturaleza se funden para mostrar los sentimientos de la voz lírica. Al dar rienda suelta a sus pasiones, el poeta se aleja de los moldes ordenados y didácticos propuestos por los neoclásicos (del movimiento llamado neoclasicismo) y reafirma la libertad creadora y la importancia del yo, postulados claves del romanticismo.
- Datos: Q6048808